# Patoki (Łuków)

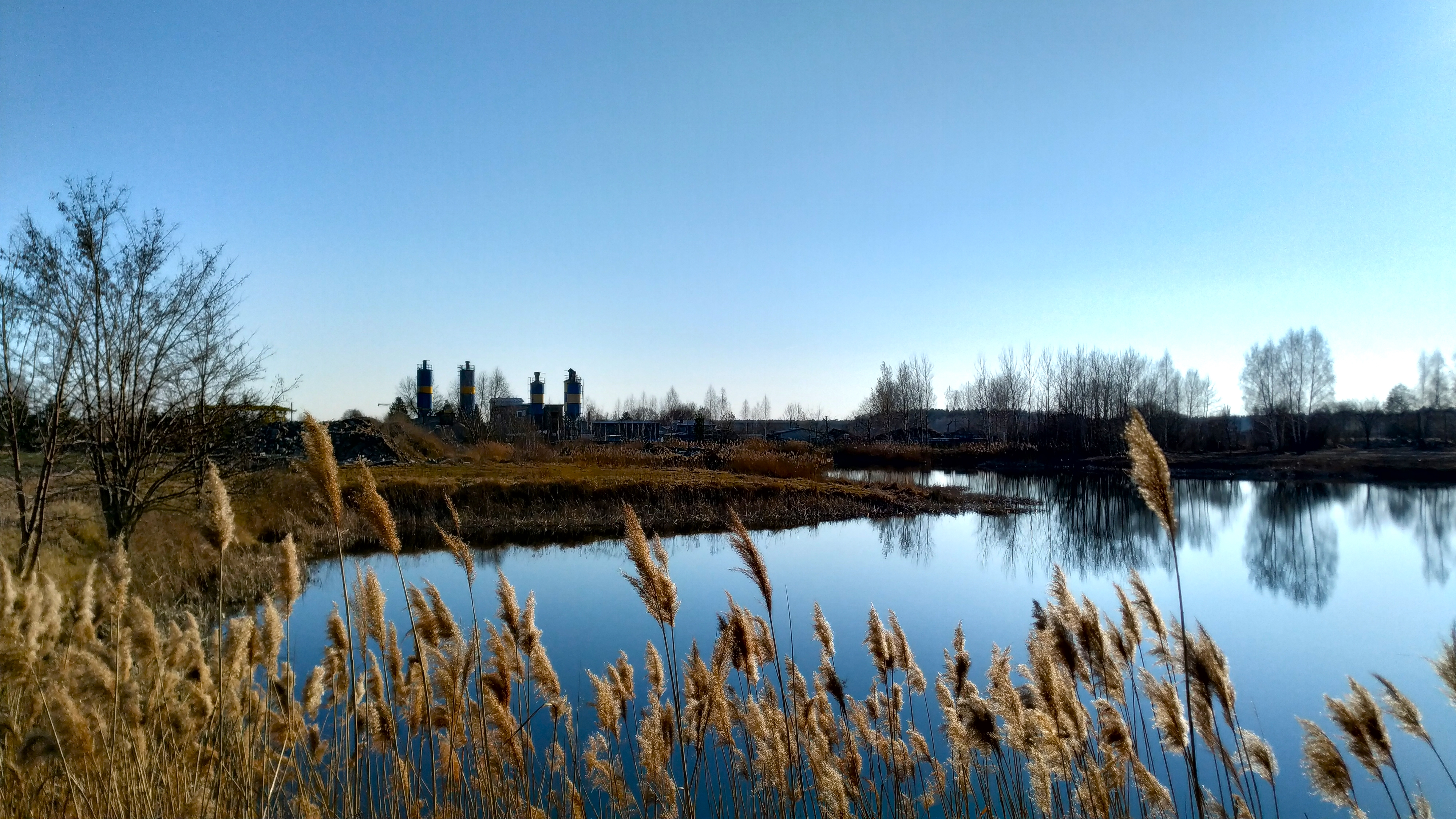
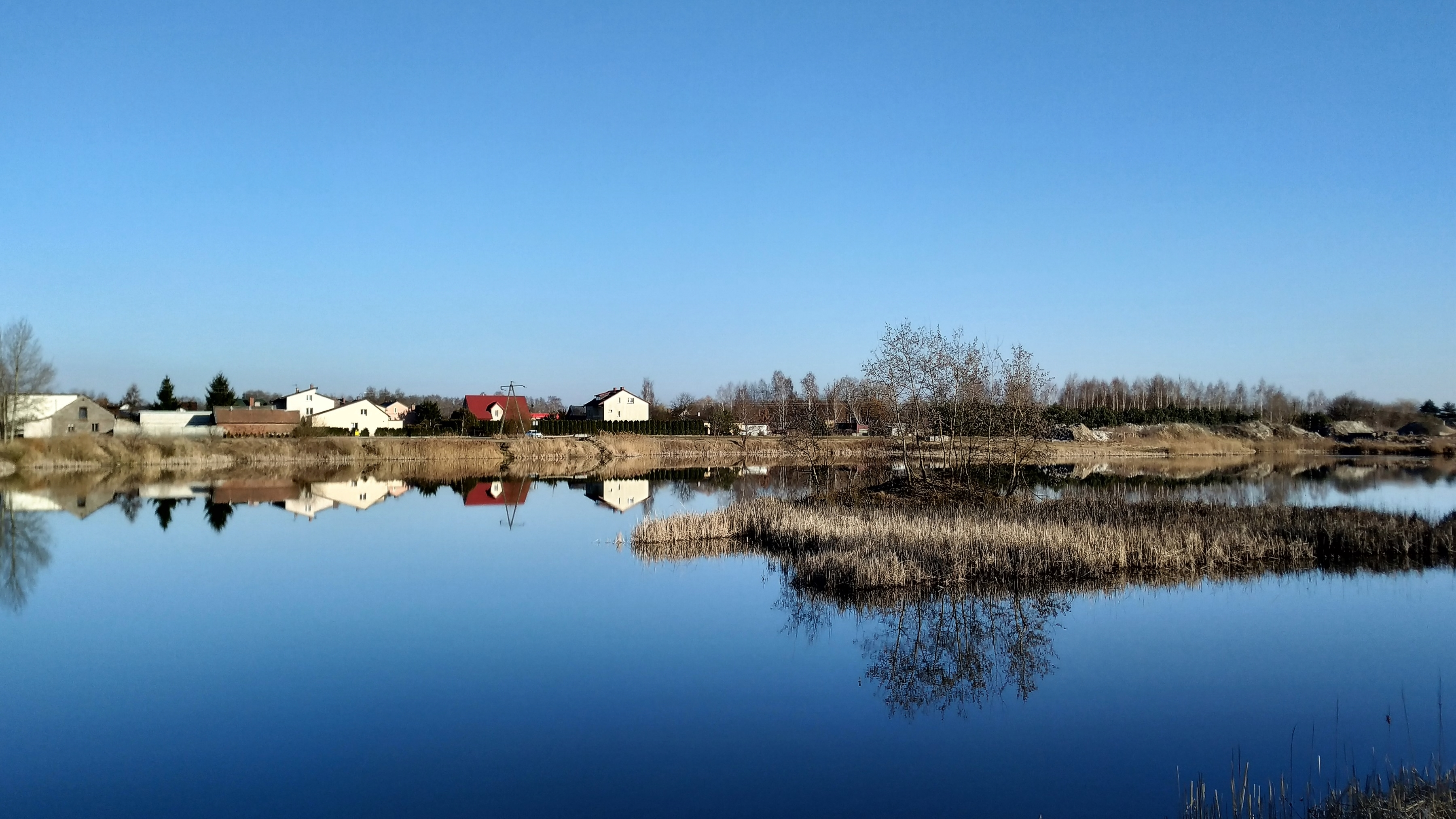

Patoki – część miasta Łukowa, położona w jego południowo-zachodniej części, wzdłuż ulicy Żelechowskiej i niewielkiej ulicy Patoki. Jej identyfikator PRNG to 98381.
Wyrobiska zalane wodą, tzw. Cegielnia